# Rugby Europe Trophy 2021/2022
Rugby Europe Trophy – drugi poziom rozgrywek w ramach szóstego w historii sezonu Rugby Europe International Championships.
Rozgrywki były pierwszymi po przerwie spowodowanej pandemią COVID-19 – poprzednie zmagania w sezonie 2020/2021 nie odbyły się, zaś dwa lata wcześniej zakończono je bez spadków. Z tej przyczyny jedyną zmianą w składzie drużyn uczestniczących w zawodach była obecność reprezentacji Belgii, która przegrała mecz barażowy ze zdobywcą RE Trophy 2019/2020, Holandią.
Pod koniec zmagań potwierdzono wiadomości przekazywane  kilka miesięcy wcześniej przez polską federację odnośnie reorganizacji rozgrywek w kolejnych edycjach. Zgodnie z komunikatem Rugby Europe ostatecznie z poziomu Trophy na poziom Championship awansować miały dwie drużyny (z uwzględnieniem kwestii sportowych i pozasportowych). Nie wskazano przy tym zasad ewentualnych spadków z dywizji Trophy.

## Tabela
|   | Drużyna    | Mecze | Wygrane | Remisy | Przegrane | Bilans punktów | Różnica | Punkty dodatkowe | Punkty |
| - | ---------- | ----- | ------- | ------ | --------- | -------------- | ------- | ---------------- | ------ |
| 1 | Belgia     | 5     | 4       | 0      | 1         | 149:76         | +73     | 5                | 21     |
| 2 | Polska     | 5     | 4       | 0      | 1         | 139:116        | +23     | 1                | 17     |
| 3 | Niemcy     | 5     | 3       | 0      | 2         | 150:95         | +55     | 5                | 17     |
| 4 | Szwajcaria | 5     | 2       | 0      | 3         | 120:17         | −25     | 1                | 9      |
| 5 | Ukraina    | 5     | 1       | 0      | 4         | 63:148         | −85     | 1                | 5      |
| 6 | Litwa      | 5     | 1       | 0      | 4         | 108:177        | −69     | 1                | 5      |

## Spotkania
| 9 października 202113:00 EEST (UTC+3) | Ukraina                                           | 24:27(10:10) | Polska                                | Stadion Junist´, Lwów Widzów: 2000 Sędzia: John Catteau |
| 9 października 202113:00 EEST (UTC+3) | Kosariew 7 (2pd K), Orłow 5 (P), Kramarenko 5 (P) | 24:27(10:10) | Gdula 17 (2P 2pd K), Zeszutek 10 (2P) | Stadion Junist´, Lwów Widzów: 2000 Sędzia: John Catteau |
| 9 października 202113:00 EEST (UTC+3) | Nikitin                                           | 24:27(10:10) | Krawiecki                             | Stadion Junist´, Lwów Widzów: 2000 Sędzia: John Catteau |

| 23 października 202114:00 EEST (UTC+3) | Litwa                                                                          | 37:39(22:24) | Ukraina                                                              | Šiaulių regbio stadionas, Szawle Widzów: 500 Sędzia: Ethan Glass |
| 23 października 202114:00 EEST (UTC+3) | Vilimavičius 12 (3pd 2K), Mikalčius 10 (2P), Trumpickas 10 (2P), Bagužis 5 (P) | 37:39(22:24) | Kosariew 24 (3P 3pd K), Nowikow 5 (P), Prodeus 5 (P), Carewski 5 (P) | Šiaulių regbio stadionas, Szawle Widzów: 500 Sędzia: Ethan Glass |
| 23 października 202114:00 EEST (UTC+3) | Carewski · Czerniaczenko                                                       | 37:39(22:24) |                                                                      | Šiaulių regbio stadionas, Szawle Widzów: 500 Sędzia: Ethan Glass |

| 30 października 202114:00 EEST (UTC+3) | Litwa                                                    | 16:46(9:19) | Niemcy | Šiaulių regbio stadionas, Szawle Widzów: 450 Sędzia: Gert Visser |
| 30 października 202114:00 EEST (UTC+3) | Vilimavičius 6 (2K), Bagarauskas 5 (pd K), Tautkus 5 (P) | 16:46(9:19) | Paine 11 (4pd K), Windemuth 10 (2P), Dembélé 5 (P), Kopp 5 (P), Lammers 5 (P), Schröder 5 (P), Vollenkemper 5 (P) | Šiaulių regbio stadionas, Szawle Widzów: 450 Sędzia: Gert Visser |
| 30 października 202114:00 EEST (UTC+3) | Lipnickas · Strigūnas                                    | 16:46(9:19) | | Šiaulių regbio stadionas, Szawle Widzów: 450 Sędzia: Gert Visser |

| 13 listopada 202115:00 CET (UTC+1) | Polska             | 21:16(3:13) | Niemcy                          | Narodowy Stadion Rugby, Gdynia Widzów: 2500 Sędzia: Saba Abulaszwili |
| 13 listopada 202115:00 CET (UTC+1) | Piotrowicz 21 (7K) | 21:16(3:13) | Hassan 5 (P), Stella 11 (pd 3K) | Narodowy Stadion Rugby, Gdynia Widzów: 2500 Sędzia: Saba Abulaszwili |

| 13 listopada 202115:30 CET (UTC+1) | Szwajcaria                                                    | 20:28(3:13) | Litwa                                                                      | Centre sportif de Colovray, Nyon Widzów: 1140 Sędzia: Daniel O’Connell |
| 13 listopada 202115:30 CET (UTC+1) | Volta 7 (2pd K), Meyer 5 (P), Perruisset 5 (P), O’Grady 3 (K) | 20:28(3:13) | Vilimavičius 13 (2pd 3K), Bloskys 5 (P), Mikalčius 5 (P), Trumpickas 5 (P) | Centre sportif de Colovray, Nyon Widzów: 1140 Sędzia: Daniel O’Connell |
| 13 listopada 202115:30 CET (UTC+1) | O’Grady                                                       | 20:28(3:13) | Strigūnas · Bagužis                                                        | Centre sportif de Colovray, Nyon Widzów: 1140 Sędzia: Daniel O’Connell |

| 20 listopada 202114:30 CET (UTC+1) | Polska                                                            | 37:25(21:14) | Szwajcaria                                                    | Stadion Polonii, Warszawa Sędzia: Eki Fanlo |
| 20 listopada 202114:30 CET (UTC+1) | Piotrowicz 22 (2pd 6K), Cooke 5 (P), Haznar 5 (P), Zeszutek 5 (P) | 37:25(21:14) | Porcher 10 (2pd 2K), Roberson 5 (P), Rohrig 5 (P), Vial 5 (P) | Stadion Polonii, Warszawa Sędzia: Eki Fanlo |
| 20 listopada 202114:30 CET (UTC+1) | Olejek                                                            | 37:25(21:14) |                                                               | Stadion Polonii, Warszawa Sędzia: Eki Fanlo |

| 12 lutego 202215:00 CET (UTC+1) | Belgia | 28:0 (wo.) | Ukraina | Nelson Mandela Stadium, Bruksela Sędzia: Iñigo Atorrasagasti |
| 12 lutego 202215:00 CET (UTC+1) |        | 28:0 (wo.) |         | Nelson Mandela Stadium, Bruksela Sędzia: Iñigo Atorrasagasti |

| 19 lutego 202215:00 CET (UTC+1) | Niemcy                                     | 26:33(16:19) | Belgia                                                                                              | Fritz-Grunebaum-Sportpark, Heidelberg Widzów: 1000 Sędzia: Szota Tewzadze |
| 19 lutego 202215:00 CET (UTC+1) | Stella 16 (2pd 4K), Hees 5 (P), Renc 5 (P) | 26:33(16:19) | Pazgrat 10 (2P), F. Remue 6 (3pd), Deceuninck 5 (P), Hendrickx 5 (P), Tauzia 5 (P), M. Remue 2 (pd) | Fritz-Grunebaum-Sportpark, Heidelberg Widzów: 1000 Sędzia: Szota Tewzadze |
| 19 lutego 202215:00 CET (UTC+1) | Renc                                       | 26:33(16:19) | | Fritz-Grunebaum-Sportpark, Heidelberg Widzów: 1000 Sędzia: Szota Tewzadze |

| 12 marca 202215:30 CET (UTC+1) | Szwajcaria                      | 22:18(10:6) | Belgia                                                        | Stade des Cherpines, Plan-les-Ouates Widzów: 1376 Sędzia: Alexandru Ionescu |
| 12 marca 202215:30 CET (UTC+1) | Perrod 17 (pd 5K), Malyon 5 (P) | 22:18(10:6) | Cornez 5 (P), Dequenne 5 (pd K), Dienst 5 (P), Williams 3 (K) | Stade des Cherpines, Plan-les-Ouates Widzów: 1376 Sędzia: Alexandru Ionescu |
| 12 marca 202215:30 CET (UTC+1) | Gorman                          | 22:18(10:6) |                                                               | Stade des Cherpines, Plan-les-Ouates Widzów: 1376 Sędzia: Alexandru Ionescu |

| 19 marca 202214:00 CET (UTC+1) | Niemcy                                                                                       | 34:25(19:15) | Szwajcaria                                        | Kultur- und Sportzentrum Martinsee, Heusenstamm Widzów: 800 Sędzia: Gert Visser |
| 19 marca 202214:00 CET (UTC+1) | Stella 9 (P 2pd), Biskupek 5 (P), Rinklin 5 (P), Schüle 5 (P), Williams 5 (P), L. Wolf 5 (P) | 34:25(19:15) | Maylon 10 (2P), Perrod 9 10 (2pd 2K), Meyer 5 (P) | Kultur- und Sportzentrum Martinsee, Heusenstamm Widzów: 800 Sędzia: Gert Visser |
| 19 marca 202214:00 CET (UTC+1) | Hirch                                                                                        | 34:25(19:15) |                                                   | Kultur- und Sportzentrum Martinsee, Heusenstamm Widzów: 800 Sędzia: Gert Visser |

| 19 marca 202215:00 CET (UTC+1) | Belgia                                                                                              | 41:11(22:6) | Polska                                      | Nelson Mandela Stadium, Bruksela Widzów: 1850 Sędzia: Andrew Cole |
| 19 marca 202215:00 CET (UTC+1) | Poupaert 10 (2P), Cornez 9 (P 2pd), Williams 7 (2pd K), Hendrickx 5 (P), Pozgrat 5 (P), Remue 5 (P) | 41:11(22:6) | Korneć 5 (P), Cooke 3 (K), Piotrowicz 3 (K) | Nelson Mandela Stadium, Bruksela Widzów: 1850 Sędzia: Andrew Cole |
| 19 marca 202215:00 CET (UTC+1) | Verschelden                                                                                         | 41:11(22:6) | Sweetman                                    | Nelson Mandela Stadium, Bruksela Widzów: 1850 Sędzia: Andrew Cole |

| 26 marca 202214:00 EET (UTC+2) | Litwa                       | 17:29(12:7) | Belgia                                                                | Šiaulių regbio stadionas, Szawle Widzów: 300 Sędzia: Iñigo Atorrasagasti |
| 26 marca 202214:00 EET (UTC+2) | Soto 12 (4K), Bagužis 5 (P) | 17:29(12:7) | Rifon 10 (2P), Remue 7 (2pd K), Decubber 5 (P), karne przyłożenie – 7 | Šiaulių regbio stadionas, Szawle Widzów: 300 Sędzia: Iñigo Atorrasagasti |
| 26 marca 202214:00 EET (UTC+2) | Mažylis                     | 17:29(12:7) | Hendrickx · Rassinfosse                                               | Šiaulių regbio stadionas, Szawle Widzów: 300 Sędzia: Iñigo Atorrasagasti |

| 9 kwietnia 202214:45 CEST (UTC+2) | Polska | 43:10(26:5) | Litwa                        | Narodowy Stadion Rugby, Gdynia Widzów: 2000 Sędzia: Eugeniu Procopi |
| 9 kwietnia 202214:45 CEST (UTC+2) | Halaifonua 10 (2P), Banaszek 6 (3pd), Fidler 5 (P), Haznar 5 (P), Krużycki 5 (P), Pogorzelski 5 (P), karne przyłożenie – 7 | 43:10(26:5) | Bagužis 5 (P), Urbonas 5 (P) | Narodowy Stadion Rugby, Gdynia Widzów: 2000 Sędzia: Eugeniu Procopi |
| 9 kwietnia 202214:45 CEST (UTC+2) | Cieslinski · Haznar | 43:10(26:5) | Malinauskas                  | Narodowy Stadion Rugby, Gdynia Widzów: 2000 Sędzia: Eugeniu Procopi |

| 16 kwietnia 2022 | Niemcy | 28:0 (wo.) | Ukraina |  |
| 16 kwietnia 2022 |        | 28:0 (wo.) |         |  |

| 30 kwietnia 2022 | Ukraina | 0:28 (wo.) | Szwajcaria |  |
| 30 kwietnia 2022 |         | 0:28 (wo.) |            |  |